# داکوو موکره
داکوو موکره (به لهستانی:  Dakowy Mokre) یک منطقهٔ مسکونی در لهستان است که در گمینا اوپالنگتسا واقع شده‌است. داکوو موکره ۵۰۹ نفر جمعیت دارد.